# Martin Rettl
Martin Rettl (25 novembre 1973) è un ex skeletonista austriaco.

## Palmarès

### Olimpiadi
- Argento a Salt Lake City 2002.

### Mondiali
- Oro a Calgary 2001.